# Ocho ensayos sobre William Blake
Ocho ensayos sobre William Blake (en el original en inglés Golgonooza. City of Imagination. Last Studies in William Blake) son una serie de ensayos de 1991 de la poetisa, crítica y erudita británica Kathleen Raine.

## Sinopsis
El poeta y grabador William Blake es considerado una de las mentes poéticas más imaginativas y profundas de la cultura europea; sin embargo, el significado de su obra resulta de difícil comprensión. Kathleen Raine, reconocida estudiosa de la obra de Blake, nos revela las claves de su complejo mundo espiritual a través de ocho ensayos:
1. Ciencia e imaginación en William Blake.
2. Blake y maya.
3. La mitologización del tiempo en los Libros proféticos de Blake.
4. Blake, Swedenborg y lo Divino Humano.
5. La Ciudad en la poesía profética de Blake.
6. El sufrimiento según las ilustraciones de Blake del Libro de Job.
7. El Apocalipsis: Blake y Miguel Ángel.
8. El Sueño de Albion.